# 第三大道1201號
第三大道1201號（1201 Third Avenue）是位於美國西雅圖的一座摩天大樓，高235.3公尺、55層樓，是西雅圖第三高樓，次於哥倫比亞中心以及雷尼爾廣場大樓。大樓由KPF建築事務所設計，於1988年竣工。

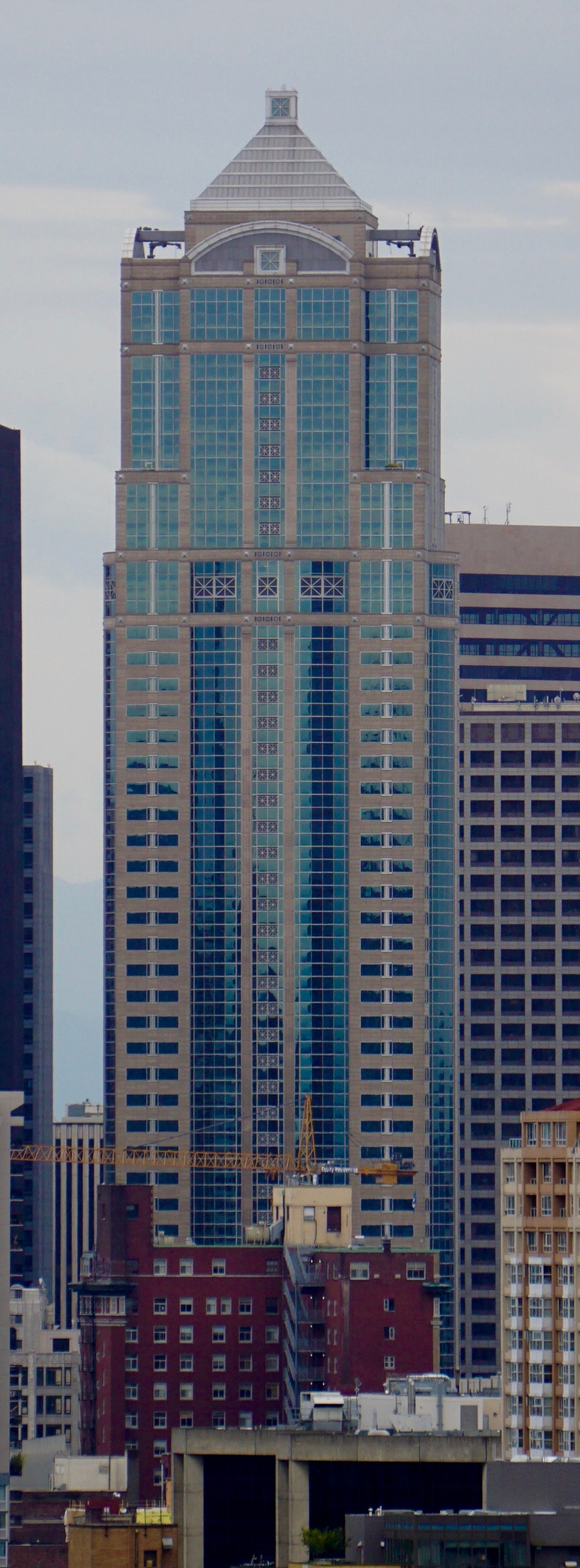
第三大道1201號